# Изненађење (филм)
Изненађење (хинд. अचानक) је индијски филм из 1998. године.

## Улоге
| Глумац         | Улога                 |
| -------------- | --------------------- |
| Говинда        | Арџун                 |
| Маниша Којрала | Пуја                  |
| Фарха Наз      | Маду                  |
| Рахул Рој      | Виџај                 |
| Џони Левер     | Joni/Moni/Toni Kapoor |
| Пареш Равал    | Сагар                 |
| Шах Рук Кан    | у својој улози        |
| Санџај Дат     | у својој улози        |